# Ordine dell'Elefante

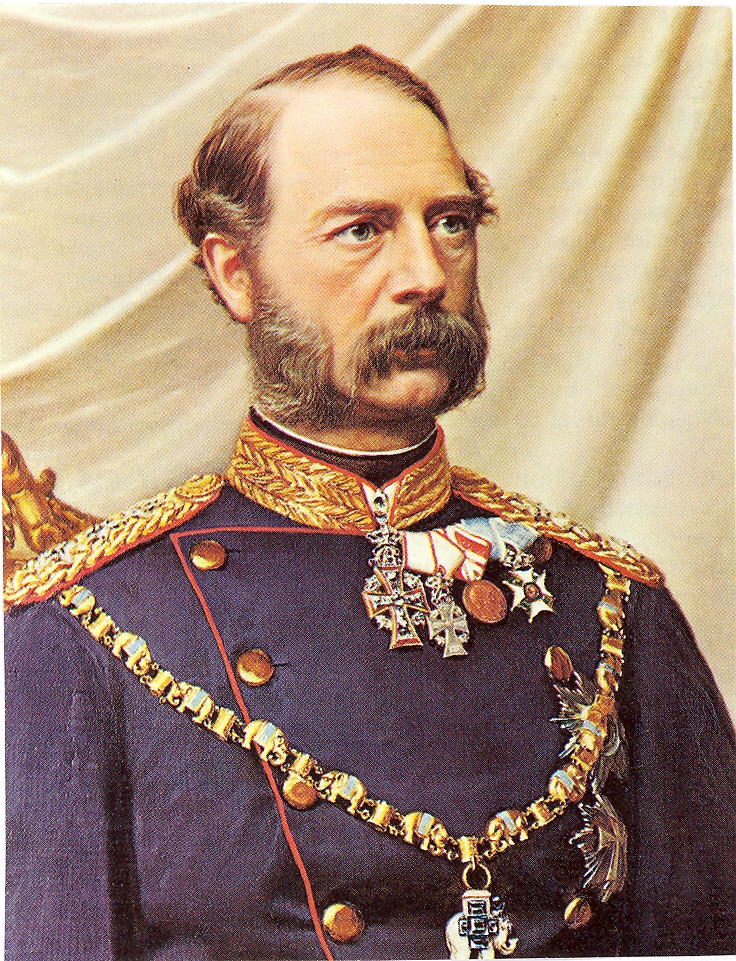
Cristiano IX di Danimarca decorato con il Gran Collare dell'Ordine

L'Ordine dell'Elefante è un antico e prestigioso ordine cavalleresco danese.

## Storia
La tradizione ne fa risalire l'istituzione al XII secolo e ne attribuisce l'istituzione a Canuto VI, che avrebbe voluto così celebrare l'uccisione di un elefante da parte di un cavaliere danese durante le crociate.
L'ordine venne in realtà fondato nel 1462 da Cristiano I ed approvato nel 1474 da papa Sisto IV: i suoi statuti ne limitavano l'assegnazione a trenta cavalieri che avessero già militato nell'Ordine del Dannebrog. Dopo l'adesione della Danimarca alla confessione evangelica, la professione del credo luterano divenne requisito essenziale per il suo conferimento.
I suoi statuti sono stati riformati nel 1958: comprende un'unica classe e viene, di regola, conferito solo ai membri della casa reale danese ed ai capi di Stato e di governo stranieri.

## Insegne
- Il collare dell'ordine è in oro. Esso consiste in elefanti e torri alternate. Ogni elefante è ricoperto da una sella sulla quale si trova la lettera "D" per Dania, il nome latino medioevale della Danimarca. Secondo gli statuti dell'Ordine, il collare può essere solo indossato durante il primo giorno dell'anno ed il giorno del compleanno del monarca.
- La medaglia dell'Ordine consiste in un elefante in oro smaltato di bianco con delle briglie blu. La scultura è alta circa 5 cm. Sul dorso l'elefante porta una torre smaltata di rosso circondata in due punti da un anello d'oro e diamanti. Di fronte alla torre e dietro la testa dell'animale si trova un moro seduto che tiene uno scettro d'oro; sul fianco dell'elefante si trova una croce d'oro con cinque grandi diamanti, mentre sull'altro lato vi è il monogramma del sovrano regnante.
- La stella dell'Ordine consiste in una stella raggiante ad otto punte al centro della quale si trova un disco smaltato di rosso, circondato da una corona d'alloro in argento.

- Il nastro è azzurro.

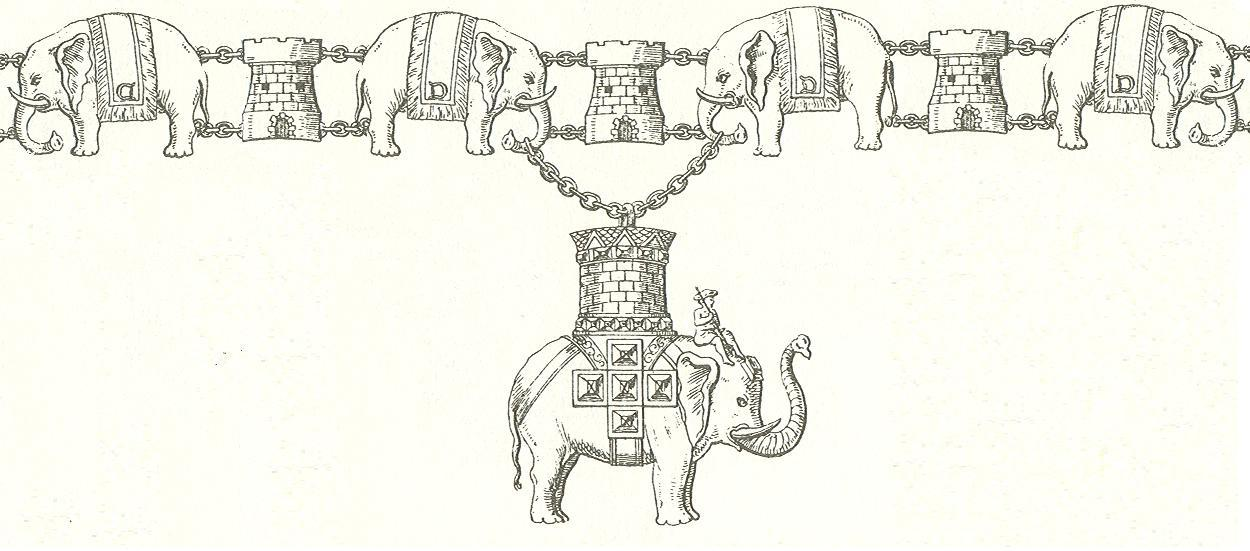
Particolare del collare dell'Ordine dell'Elefante.

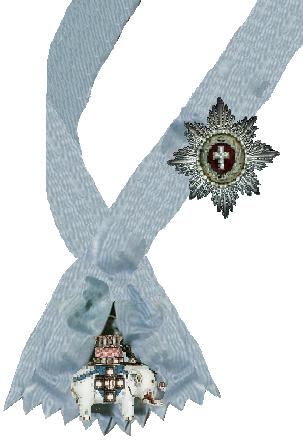
Fascia, placca e medaglia dell'Ordine dell'Elefante

Secondo gli statuti alla morte di ogni insignito, i gioielli devono fare ritorno all'Ordine. La sola eccezione nota a questa politica riguarda le insegne di Dwight Eisenhower. Le sue sono in mostra nella sua biblioteca presidenziale.

## Insigniti notabili
- Ludovico II Gonzaga, marchese di Mantova (1474), per mano del re Cristiano I di Danimarca[1]
- Tycho Brahe, astronomo (1578)[2]
- Heinrich Rantzau, umanista e uomo di stato tedesco-olandese (1580)
- Ernst Albrecht von Eberstein, comandante militare del XVII secolo
- Jacob van Wassenaer Obdam, luogotenente-ammiraglio olandese (1659)
- Egbert Bartholomeusz Kortenaer, viceammiraglio olandese (1659)
- Cornelis Tromp, ammiraglio-generale olandese e danese (1676)
- Giovanni Capodistria, ministro degli affari esteri dell'Impero russo (1816-1822)
- Jacob Brønnum Scavenius Estrup, politico e proprietario terriero danese, presidente del consiglio di stato (1878)
- Vittorio Emanuele III di Savoia, Re d'Italia (1891)
- Vilhelm Thomsen, professore, filosofo e linguista danese (1912)
- Hans Niels Andersen, uomo d'affari danese, console generale, titolare del consiglio di stato (1919)
- Carl Gustaf Emil Mannerheim, Presidente della Repubblica di Finlandia e maresciallo di Finlandia (1919)
- Umberto II di Savoia, Re d'Italia, Principe di Piemonte all'epoca del conferimento (1922)
- Stanisław Wojciechowski, Presidente della Repubblica di Polonia (1923)
- Lech Wałęsa, Presidente della Repubblica di Polonia (1993)
- Tomáš Masaryk, Presidente della Repubblica Cecoslovacca (1925)
- Benito Mussolini, Politico, dittatore e giornalista italiano.
- Miklós Horthy, viceammiraglio austro-ungarico, reggente del Regno d'Ungheria (1940)
- Bernard Law Montgomery, I visconte Montgomery di Alamein, Feldmaresciallo inglese (1945)
- Dwight Eisenhower, Presidente degli USA, generale d'esercito (1945)
- Niels Bohr, professore, fisico e premio nobel (1947)
- Sir Winston Churchill, primo ministro inglese e nobel (1950)
- Hailé Selassié I, imperatore d'Etiopia (1954)
- Julius Nyerere, Presidente della Repubblica di Tanzania (1970)
- Josip Broz Tito, Presidente della Repubblica Socialista di Jugoslavia (1974)
- Hosni Mubarak, Presidente della Repubblica Presidenziale dell'Egitto (1986).
- Oscar Luigi Scalfaro, Presidente della Repubblica Italiana dal 1992 al 1999 (1993).
- Nicolae Ceaușescu, Presidente della Repubblica Socialista di Romania (revocato).

Quest'ultimo è stato l'unica persona insignita dell'Ordine dell'Elefante danese a cui lo stesso sia stato revocato. Ciò accadde il 23 dicembre 1989, quando S.M. la regina Margherita II ordinò che l'onorificenza venisse restituita alla Danimarca e che il nome di Ceauşescu fosse cancellato dagli albi ufficiali. È morto due giorni dopo.

## Note

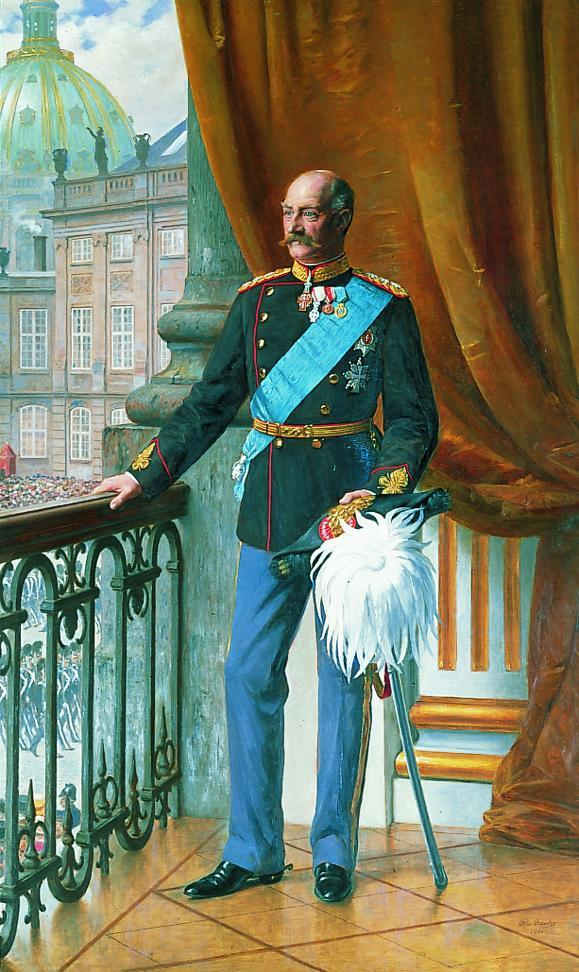
Federico VIII di Danimarca con la fascia dell'Ordine sul balcone di Palazzo di Amalienborg